# 2001中国电视体育奖
2001中国电视体育奖，是中国中央电视台为表彰2001年度中国体育人物而举办的评奖活动。2001年下半年开始启动，2002年2月22日揭晓提名名单，2002年3月22日在中央电视台一号演播厅举行颁奖典礼，3月22日亦是中华人民共和国体育缔造者贺龙元帅诞辰106周年，颁奖典礼现场揭晓得奖结果，主持人为宋世雄、曹颖。

## 提名及获奖名单
按现场颁奖顺序先后排列
     为最终获奖者
| 奖项               | 姓名                 | 项目       | 开、颁奖嘉宾                               |
| ------------------ | -------------------- | ---------- | ------------------------------------------ |
| 最佳突破奖         | 中国国家男子足球队   |            | 杨扬、何振梁                               |
| 最佳突破奖         | 王治郅               | 篮球       | 杨扬、何振梁                               |
| 最佳突破奖         | 齐晖                 | 游泳       | 杨扬、何振梁                               |
| 最佳突破奖         | 董兆致               | 击剑       | 杨扬、何振梁                               |
| 最佳新人           | 冯敬                 | 体操       | 邓亚萍、楼云                               |
| 最佳新人           | 许冕                 | 跳水       | 邓亚萍、楼云                               |
| 最佳新人           | 安琦                 | 男子足球   | 邓亚萍、楼云                               |
| 最佳新人           | 杨昊                 | 女子排球   | 邓亚萍、楼云                               |
| 最佳新人           | 张娟娟               | 女子射箭   | 邓亚萍、楼云                               |
| 最佳团队           | 中国乒乓球队         |            | 郎平、汪嘉伟                               |
| 最佳团队           | 中国羽毛球队         |            | 郎平、汪嘉伟                               |
| 最佳团队           | 中国乒乓球队         |            | 郎平、汪嘉伟                               |
| 最佳团队           | 八一军事五项队       |            | 郎平、汪嘉伟                               |
| 最佳团队           | 中国国家男子足球队   |            | 郎平、汪嘉伟                               |
| 最佳团队           | 中国男子体操队       |            | 郎平、汪嘉伟                               |
| 最佳非奥项目运动员 | 张健                 | 长距离游泳 | 何慧娴、王福洲                             |
| 最佳非奥项目运动员 | 叶江川               | 国际象棋   | 何慧娴、王福洲                             |
| 最佳非奥项目运动员 | 张连伟               | 高尔夫球   | 何慧娴、王福洲                             |
| 最佳非奥项目运动员 | 诸宸                 | 国际象棋   | 何慧娴、王福洲                             |
| 最佳非奥项目运动员 | 常昊                 | 围棋       | 何慧娴、王福洲                             |
| 最受欢迎女运动员   | 王楠                 | 兵乓球     | 年维泗、陈招娣                             |
| 最受欢迎男运动员   | 王治郅（其父母代领） | 篮球       | 年维泗、陈招娣                             |
| 最佳女运动员       | 王楠                 | 乒乓球     | 李永波、许海峰                             |
| 最佳女运动员       | 罗雪娟               | 游泳       | 李永波、许海峰                             |
| 最佳女运动员       | 袁华                 | 柔道       | 李永波、许海峰                             |
| 最佳女运动员       | 郭晶晶               | 跳水       | 李永波、许海峰                             |
| 最佳女运动员       | 龚智超               | 羽毛球     | 李永波、许海峰                             |
| 最佳男运动员       | 田亮                 | 跳水       | 蔡振华、黄玉斌                             |
| 最佳男运动员       | 王励勤               | 兵乓球     | 蔡振华、黄玉斌                             |
| 最佳男运动员       | 王治郅               | 篮球       | 蔡振华、黄玉斌                             |
| 最佳男运动员       | 刘国正               | 乒乓球     | 蔡振华、黄玉斌                             |
| 最佳男运动员       | 张军                 | 羽毛球     | 蔡振华、黄玉斌                             |
| 最佳教练           | 蔡振华               | 乒乓球     | 谢晋、腾矢初                               |
| 最佳教练           | 米卢蒂诺维奇         | 男子足球   | 谢晋、腾矢初                               |
| 最佳教练           | 李永波               | 羽毛球     | 谢晋、腾矢初                               |
| 最佳教练           | 沈祥福               | 男子足球   | 谢晋、腾矢初                               |
| 最佳教练           | 黄玉斌               | 体操       | 谢晋、腾矢初                               |
| 终身成就奖         | 何振梁               |            | 贺晓明、贺黎明（贺龙之女），荣高棠、赵化勇 |

## 文艺表演
- 歌舞《打开窗口》 演唱：李小双、刘璇 表演：艺术体操国家集训队
- 歌曲《战胜自己》 演唱：雪点乐队 演奏：红樱束女子打击乐队
- 歌曲《干杯，朋友》 演唱：田震
- 歌舞《今夜无眠》 演唱：周冰倩、戴玉强 舞蹈：中国煤矿文工团